# Strategia czysta
Strategia czysta (strategia prosta) – strategia, w której każdy gracz dokonuje jednego wyboru z prawdopodobieństwem 1 i trwa przy nim. Jest szczególnym przypadkiem strategii mieszanej, w której gracze podejmują decyzje na podstawie rozkładu prawdopodobieństwa.
Dostarcza kompletną definicję, jak gracze będą postępować w danej grze. W danej sytuacji ruch gracza jest zdeterminowany przez przyjętą definicję, np. jeśli gracz określi, że będzie wybierał reszkę przy rzucie monetą to będzie to robił zawsze.
Na pierwszy rzut oka mogłoby się wydawać, że jeśli dla danej gry istnieje strategia optymalna, powinna nią być strategia czysta. Tak jednak nie jest. Rozpatrzmy następującą grę:
- dwaj gracze wybierają liczbę jeden lub dwa,
- jeśli wybiorą to samo wygrywa pierwszy gracz,
- jeśli wybiorą co innego wygrywa drugi gracz.

Jeśli pierwszy gracz miałby optymalną strategię czystą „wybrać 1”, drugi zawsze wybierałby 2, jeśli miałby optymalną strategię czystą „wybrać 2”, drugi zawsze wybierałby 1. Jeśli drugi gracz miałby optymalną strategię czystą „wybrać 1”, pierwszy zawsze wybierałby 1, jeśli zaś miałby optymalną strategię czystą „wybrać 2”, pierwszy zawsze wybierałby 2.
Problemu tego unika strategia mieszana, w której gracz wybiera 1 albo 2 z prawdopodobieństwem {\displaystyle 1/2.}
W grach w których gracze wykonują ruchy po kolei i znają je (np. szachy, warcaby lub kółko i krzyżyk) jeśli istnieje strategia optymalna, to istnieje optymalna strategia czysta.